# Bewertungssystem Nachhaltiges Bauen für Bundesgebäude
Das Bewertungssystem Nachhaltiges Bauen für Bundesgebäude des Bundesministeriums für Verkehr, Bau und Stadtentwicklung hat zum Ziel, die Qualität der Nachhaltigkeit von Gebäuden und baulichen Anlagen in ihrer Komplexität zu beschreiben und zu bewerten.

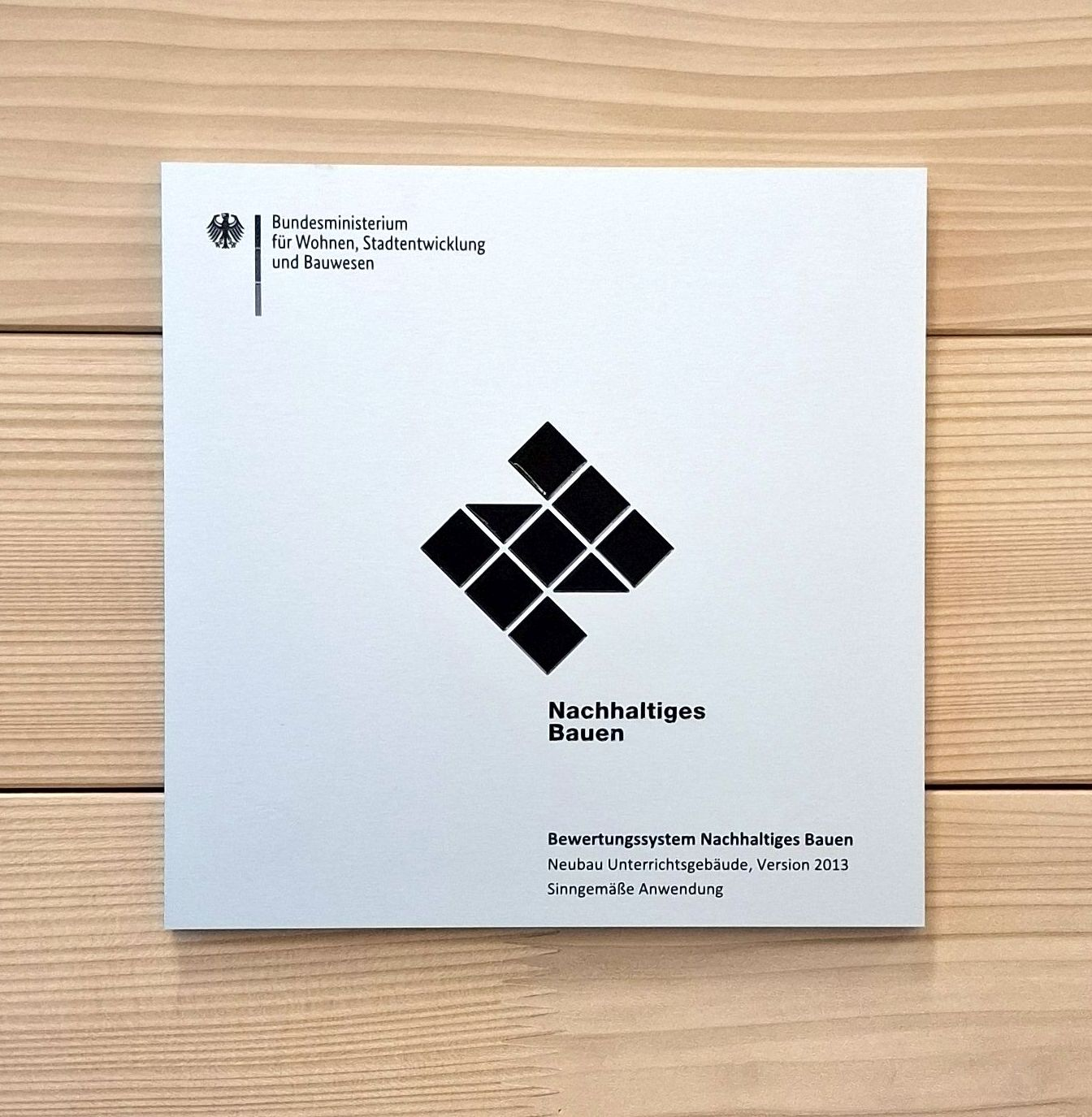
BNB-Plakette im Besucherzentrum des Nationalpark Schwarzwald mit sog. "sinngemäßer Anwendung"

## Kriterien

### Anforderungen an das Gesamtsystem
Das System muss neben der Gebäudebeschreibung die Analyse der Nachhaltigkeit ermöglichen.
| Kriteriengruppe                           | Anteil an der Gesamtbewertung |
| ----------------------------------------- | ----------------------------- |
| Ökologische Qualität                      | 22,5 %                        |
| Ökonomische Qualität                      | 22,5 %                        |
| Sozio-kulturelle und funktionale Qualität | 22,5 %                        |
| Technische Qualität                       | 22,5 %                        |
| Prozessqualität                           | 10,0 %                        |

Diese fünf Kriteriengruppen bilden mit Ausnahme der Prozessqualität die Forderungen der DIN EN 15978 (Nachhaltigkeit von Bauwerken – Bewertung der umweltbezogenen Qualität von Gebäuden –
Berechnungsmethoden) und der DIN EN 15643 (Nachhaltigkeit von Bauwerken – Allgemeine Rahmenbedingungen zur Bewertung von Gebäuden und Ingenieurbauwerken) vollständig ab. 

### Ökologische Qualität
Es werden Wirkungen auf die Umwelt erforscht, wobei mindestens die Inanspruchnahme von Ressourcen wie Wasser, Energie und Flächenverbrauch berücksichtigt sowie Daten aus anerkannten Umweltdatenbanken wie »Ökobau.dat« genutzt werden.
Dazu wird eine Ökobilanz erstellt und der Energiebedarf auf erneuerbare und nicht-erneuerbare Energieträger aufgeschlüsselt.

### Ökonomische Qualität
Im Mindesten ist eine Analyse der Kosten für die Gebäudelebensdauer zu ermitteln. Es ist der Barwert der Gebäudekosten unter den Randbedingungen gem. Leitfaden Nachhaltiges Bauen zu bewerten. Weitere Kriterien sind Wertstabilität, Wertentwicklung und finanzielle Risiken.

### Soziokulturelle und funktionale Qualität
Hier werden  die Aspekte der Gesundheit, Nutzerzufriedenheit, Behaglichkeit, gestalterischen Qualität und der Funktionalität und Zweckmäßigkeit untersucht. Unter Komfort werden die Punkte thermische, visuelle, akustische Gegebenheiten und die Luftraumqualität bewertet. Zur Funktionalität zählen die Barrierefreiheit, Umnutzungsfähigkeit und Flächeneffizienz.

### Technische Qualität
Reinigungsfreundlichkeit, welche Maßnahmen für die Instandhaltung zu erwarten sind, Möglichkeiten von Recycling und Rückbaubarkeit sowie der Schallschutz werden bewertet.

### Prozessqualität
In allen Phasen der Bauausführung und Planung muss die Qualität der Nachhaltigkeit bewertet werden.

## Kosten
In der Regel wird der baubegleitende BNB-Audit durch akkreditierte Ingenieurbüros durchgeführt. Hierdurch können für den Bauherrn Kosten zwischen 50.000 und 250.000 Euro je nach Größe und Komplexität der Baumaßnahme entstehen.

## Systemvarianten
Bislang stehen nur vier sogenannte „Systemvarianten“ für Büro- und Verwaltungsgebäude, Unterrichtsgebäude, Laborgebäude sowie Außenanlagen vom BNB zur Verfügung. Für andere Gebäudearten wie beispielsweise Wohnheime, Kliniken, Kindergärten, Einkaufs- und Dienstleistungszentren oder Hotels ist daher bisher kein BNB-Audit möglich.

## Anzahl der zertifizierten Gebäude
Obwohl das BNB seit 2009 – teils als Pilotierung – verwendet wird, gibt es noch nicht sehr viele final zertifizierte Gebäude. Im November 2024 waren nach Angaben des BMWSB weniger als 75 Gebäude in der ganzen Bundesrepublik Deutschland zertifiziert. Das vergleichbare Zertifizierungssystem des DGNB e.V. wies zum gleichen Zeitpunkt mehr als 3.100 in Deutschland zertifizierte Gebäude auf.

## Kritik
Das BNB ähnelt – wie jeder qualitative Audit – einem Bestellsystem, bei dem ein Kunde eine Auszeichnung und Plakette kaufen kann, wenn er bestimmte Kriterien erfüllt und einen mehrjährigen, unabhängigen Zertifizierungsprozess mit positiven Erfolg (also mit Bronze, Silber oder Gold) abschließt. Die Zertifizierung wird dabei oftmals mehr in den Mittelpunkt gestellt, als das echte Ziel dahinter, nämlich die Umweltauswirkungen von Baumaßnahmen zu reduzieren. So können z. B. auch Baumaßnahmen mit Silber ausgezeichnet werden, die keine Photovoltaik-Anlage haben, wenn sie dieses Fehlen mit beispielsweise ökonomischen oder sozial-kulturellen Aspekten wieder punktemäßig ausgleichen können.
Durch die wenigen vorhandenen Systemvarianten ist das BNB vornehmlich auf die öffentliche Hand zugeschnitten und für Unternehmen nahezu irrelevant. Privatpersonen oder der produktive Sektor der Wirtschaft können das BNB nicht sinnvoll anwenden. Andere Bewertungssysteme sind hier offener bzw. flexibler einsetzbar. Das BNB wird auch mehr als 15 Jahre nach der Einführung nur marginal angewendet. Andere Zertifizierungssysteme, wie das des DGNB e.V. hingegen, werden 50 Mal häufiger angewendet und sind auch im Ausland präsent.
Der Mangel des BNB an einer vielschichtigen Auswahl an Systemvarianten (wie es sie bei anderen Zertifizierungssystemen gibt) führt zwangsläufig dazu, dass das BNB oft nur "sinngemäß angewendet" wird (siehe obige Abbildung). Bei diesem Beispiel wurde das museale Besucherzentrum des Nationalparks im Schwarzwald als Systemvariante "Unterrichtsgebäude" zertifiziert.     
Das BNB berücksichtigt das relative Treibhauspotential (englisch global warming potential kurz GWP) der Baustoffe für die ökologische Qualität nur unvollständig. Das BNB berücksichtigt keine Mehrmengen durch Mängelbeseitigungen oder erneute Wiederherstellung von Bauteilen. Wird beispielsweise eine Dachabdichtung und Wärmedämmung wegen Ausführungsfehlern zweimal ausgeführt, werden weder der Rückbau noch der erneute Einbau energetisch eingerechnet. Hierdurch wird das Treibhauspotential nur abstrakt und nicht korrekt abgebildet. Unkorrekte oder verfälschte, zertifizierte Gutachten zu Umweltauswirkungen sind extrem kritisch zu bewerten (siehe Abgasskandal).
Das BNB berücksichtigt die Lebenszykluskosten für die ökonomische Qualität stets zum Zeitpunkt der Übergabe eines Gebäudes. Die Lebenszykluskosten werden danach auf den Referenzzeitpunkt 2010 zurückindiziert, um eine Vergleichbarkeit zwischen den Gebäuden zu gewährleisten. In den letzten Jahren hat sich der Baupreisindex für Baukosten jedes Jahr erheblich um mehrere Prozentpunkte erhöht. Wenn sich die Übergabe eines Gebäudes (nach der Fertigstellung der Schlüsselgewerke) beispielsweise um zwei Jahre verzögert in einer Zeit, in der der Baupreisindex erheblich steigt, so führt das im Kriterium „ökonomische Qualität“ zu einer deutlich besseren BNB-Bepunktung, der jedoch jeder finanz-mathematischen Grundlage entbehrt.

## Andere Bewertungssysteme
Bewertungssysteme anderer Anbieter für Gebäude/Bauwerke können eine Anerkennung nach den gleichen Kriterien bei der Geschäftsstelle Nachhaltiges Bauen im Bundesamt für Bauwesen und Raumordnung (BBR) in Berlin beantragen.
Im Juni 2015 wurde durch das BMUB das Bewertungssystem Nachhaltiger Kleinwohnhausbau (BNK) veröffentlicht. Das System wurde speziell für Ein- bis Fünffamilienhäuser entwickelt und in einer Pilotphase an 19 Gebäuden angewendet. Die Markteinführung des BNK-Systems soll insbesondere zu einer weiteren Verbesserung der ganzheitlichen Nachhaltigkeit von Kleinwohnhausbauten in Deutschland beitragen und die Transparenz für Bauherren und Käufer von Häusern erhöhen. Hersteller können durch das BNK-System die nachhaltige Gebäudequalität ihrer Eigenheime von unabhängiger Seite prüfen und zertifizieren lassen. Das BNK-System wird bis April 2016 von den Systemträgern nochmals weiterentwickelt und anschließend als nationaler Qualitätsstandard für die Nachhaltigkeit von kleinen Wohngebäuden in Deutschland verfügbar gemacht.

## Belege
1. ↑  Bekanntmachung über die Nutzung und die Anerkennung von Bewertungssystemen für das nachhaltige Bauen. (PDF, 72,8 kB) In: Bundesanzeiger. 15. April 2010, archiviert vom Original am 21. Mai 2012; abgerufen am 28. März 2018.
2. ↑  Durchführung einer Pilotphase für die Bewertungsmethode „Kleinwohnhausbauten (Ein- und Zweifamilienhäuser)“ – Erstanwendung und Validierung der Bewertungsmethode zur abschließenden Systementwicklung – Endbericht